# Huerfano County
Huerfano County is een county in de Amerikaanse staat Colorado.
De county heeft een landoppervlakte van 4.120 km² en telt 7.862 inwoners (volkstelling 2000). De hoofdplaats is Walsenburg.